# Mistrovství Evropy v plaveckých sportech 2020
Mistrovství Evropy v plaveckých sportech za rok 2020 proběhlo v Budapešti, Maďarsko v posunutém termínu ve dnech 10. až 23. května 2021. Důvodem posunutí původního termínu 11. až 24. května 2020 byla pandemie covidu-19.
Soutěže
- Plavání
- Plavání na otevřené vodě
- Skoky do vody
- Umělecké plavání